# تصنیف پرندگان آوازخوان و مارها
تصنیف از پرندگان آوازخوان و مارها (انگلیسی: The Ballad of Songbirds and Snakes) یک رمان پادآرمان‌شهر اکشن-ماجراجویی از رمان‌نویس آمریکایی سوزان کالینز است. این رمان یک مشتق و پیش‌درآمد سه‌گانه بازی‌های گرسنگی است. این اثر در ۱۹ مه ۲۰۲۰ توسط اسکلاستیک منتشر شد. کتاب صوتی رمان، خوانده شده توسط بازیگر آمریکایی سانتینو فونتانا همزمان با نسخه چاپ شده منتشر شد. این کتاب به‌دلیل دنیاگیری کروناویروس مجازی راه اندازی شد.